# NGC 5466
NGC 5466 is een bolvormige sterrenhoop in het sterrenbeeld Ossenhoeder. Het hemelobject werd op 17 mei 1784 ontdekt door de Duits-Britse astronoom William Herschel.

## Synoniemen
- GCL 27
- C 1403+287